# Rymań
Rymań (deutsch Roman) ist ein Dorf in der Woiwodschaft Westpommern in Polen.
Die Gmina Rymań ist eine Landgemeinde, deren Verwaltungssitz in dem Dorf liegt.

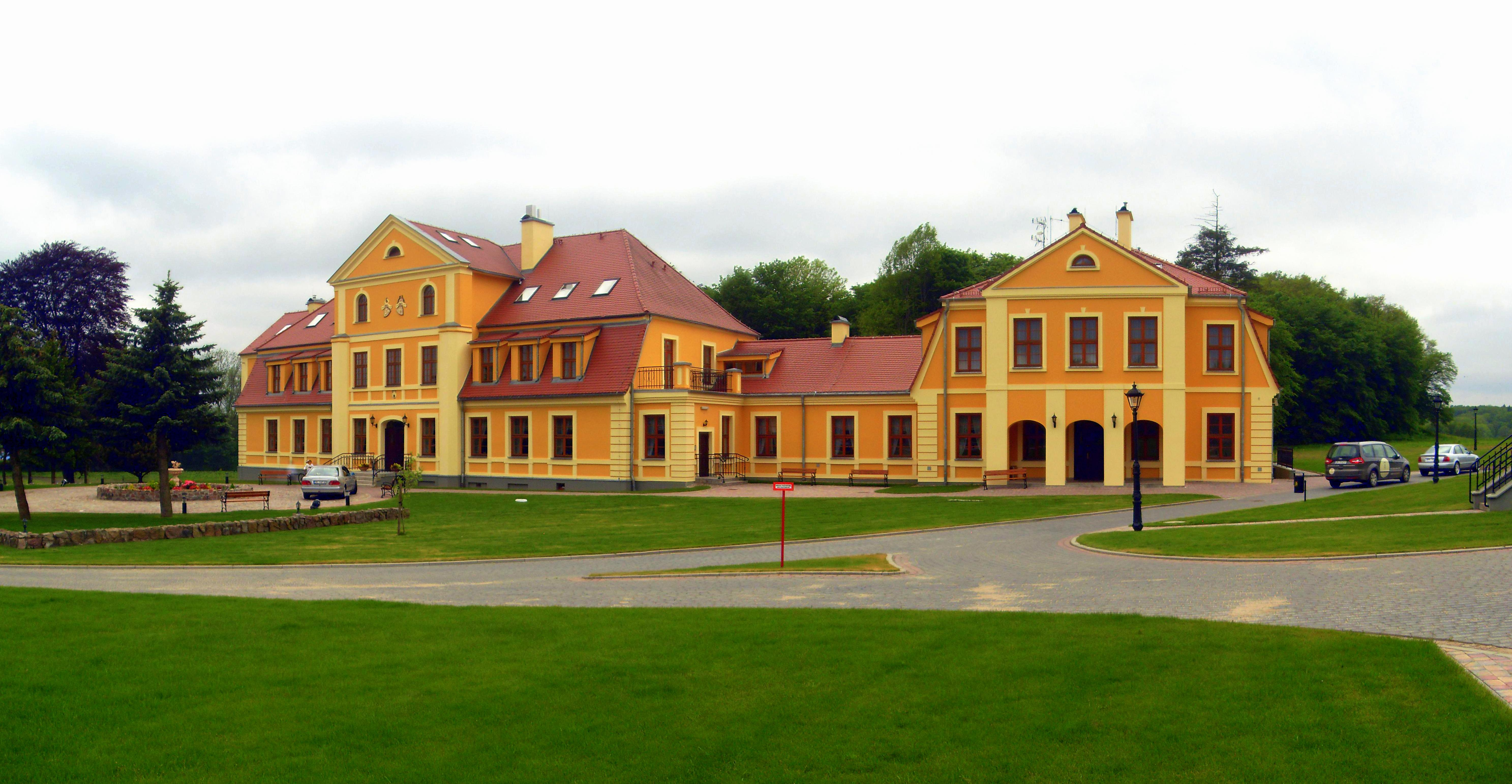
Herrenhaus Roman, heute als Hotel genutzt (Aufnahme von 2013)

## Dorf Rymań (Roman)

### Geographische Lage
Das Dorf liegt in Hinterpommern, etwa 85 Kilometer nordöstlich der Stadt Stettin, etwa 25 Kilometer südlich der Stadt Kołobrzeg (Kolberg) und etwa 15 Kilometer östlich der Stadt Gryfice (Greifenberg).
Durch das Dorf verläuft von Südwest nach Nordost die polnische Landesstraße 6, deren Verlauf hier der ehemaligen Reichsstraße 2 entspricht. Die Nachbardörfer sind im Nordosten an der Landesstraße Leszczyn (Lestin) und im Südwesten Rzesznikowo (Reselkow).

### Geschichte
Im Jahre 1240 schenkte Herzog Wartislaw III. von Pommern die Heidelandschaft namens Riman („desertum, quod vocatur Riman“) dem neugegründeten Kloster Marienbusch. Im Jahre 1269 bestätigte der pommersche Herzog Barnim I. dem Kloster Belbuck seinen Besitz, zu dem auch die Heide Ryman mit einigen namentlich genannten Dörfern gehörte, darunter das gleichnamige Dorf Riman. In der Zwischenzeit muss also das Dorf gegründet und der Besitz vom Kloster Marienbusch an das Kloster Belbuck übergegangen sein.
Die nächste Nennung des Dorfes stammt aus dem Jahre 1310. Damals wurde in Kienow eine Pfarrkirche eingerichtet und hierbei ordnete der Bischof von Cammin, Heinrich von Wacholz, unter anderem das Dorf Ryman dem neuen Pfarrsprengel zu. Es folgen weitere Nennungen im Jahre 1320 und – erstmals unter dem Ortsnamen Roman – im Jahre 1321.
Ab der frühen Neuzeit erschien das Dorf Roman als ein Lehen der adligen Familie von Manteuffel. Auf der Lubinschen Karte von 1618 ist Roman verzeichnet. Mitte des 18. Jahrhunderts ging Roman durch ein Konkursverfahren der Familie Manteuffel verloren. Roman ging 1743 zunächst an einen Geheimrat von Seld. 1748 wurde Roman allodifiziert und durch den nichtadligen Stettiner Regierungsassessor Christoph Steobanus erworben. Steobanus erwarb außerdem das südöstlich von Roman gelegene Feldgut Buchwald, das seitdem als ein Vorwerk von Roman bewirtschaftet wurde.
In Ludwig Wilhelm Brüggemanns Ausführlicher Beschreibung des Herzogtums Vor- und Hinterpommern (1784) war das Dorf mit der Schreibweise Romahn unter den adeligen Gütern des Kreises Greifenberg aufgeführt. Zu Roman gehörten damals ein Vorwerk, also der Gutsbetrieb, die in der Feldmark gelegenen Vorwerke Starsberg und Buchwald, die Hälfte der bei Lestin gelegenen Wassermühle, sechs Bauernstellen, zwei Halbbauernstellen, zwei Kossätenstellen, ein Krüger, eine Schmiede, ein Schulmeister und ein Holzwärter, insgesamt 23 Haushaltungen („Feuerstellen“). Ferner gab es eine Kirche, die eine Filialkirche der Kirche in Reselkow war. Roman gehörte damals der Witwe des Christoph Steobanus.
Als Besitzer von Roman folgte der Sohn von Christoph Steobanus, der im Jahre 1803 als Johann Wilhelm Christoph Steobanus von Wriechen geadelt und im Jahre 1805 Landrat des Kreises Greifenberg wurde. Um 1800 änderte sich die Struktur von Roman. Während Brüggemann für 1784 noch das Bild eines Dorfes mit einem bedeutenden Teil bäuerlicher Wirtschaft gezeichnet hatte, waren bis 1818 alle Flächen zum Gutsbetrieb gezogen und es gab als einziges nicht zum Gut gehörendes Gebäude nur ein Posthaus. Um 1800 wurde südlich des Steudnitzsees der Wohnplatz Borckenhof angelegt, der als Försterei diente (seit etwa 1890 wüst).
Im Jahre 1818 wurde Roman vom Kreis Greifenberg in den Kreis Fürstenthum umgegliedert. Bei der Auflösung des Kreises Fürstenthum im Jahre 1871 kam Roman zum Kreis Colberg-Cörlin.
1851 kaufte Alexander Andrae Roman. Er war auch politisch engagiert und gründete 1853 im Nordwesten seines Gutsbesitzes Waldhaus, ein Asyl für entlassene Strafgefangene. Seit 1895 lag Roman an der Kolberger Kleinbahn.
Um 1900 wurde das Rittergut Roman durch den damaligen Besitzer teilweise aufgeteilt. In Roman entstanden mehrere Bauernstellen und die bisherigen Vorwerke Starsberg und Buchwald sowie Waldhaus wurden je für sich verkauft.
Der verbliebene Gutsbetrieb in Roman wurde im Jahre 1918 durch Lothar von Dewitz erworben. Er kaufte nach und nach auch Waldhaus (1919), Buchwald (1922) und Starsberg (1925) für das Gut Roman zurück. Letzte deutsche Besitzerin des Rittergutes Roman war bis 1945 seine Witwe.
Im 19. Jahrhundert wurde zunächst ein politischer Gutsbezirk Roman eingerichtet. Nach der teilweisen Aufteilung des Gutsbetriebes wurde neben dem Gutsbezirk eine eigene Landgemeinde Roman gebildet. Im Rahmen der Auflösung der Gutsbezirke in Preußen wurde der Gutsbezirk im Jahre 1928 in die Landgemeinde eingegliedert.
Vor 1945 bildete Roman eine Gemeinde im Landkreis Kolberg-Körlin im Regierungsbezirk Köslin der Provinz Pommern. Das Gemeindegebiet umfasste neben dem Dorf Roman die Wohnplätze Birkenfelde, Buchwald, Starsberg und Waldhaus. Es bestand ein Amtsbezirk Roman, in den die Gemeinden Roman und Reselkow eingegliedert waren.
Gegen Ende des Zweiten Weltkriegs wurde Roman durch die Rote Armee eingenommen und kam nach dem Krieg, wie ganz Hinterpommern, an Polen. Der Ortsname wurde als Rymań polonisiert. Die Bevölkerung von Roman wurde im Jahre 1946 vertrieben und durch polnische Bürger ersetzt.
Rymań bildet heute ein Schulzenamt, zu dem auch die Ortschaften Bukowo (Buchwald) und Gołkowo (Birkenfelde) gehören und ist Sitz der gleichnamigen Landgemeinde.

### Entwicklung der Einwohnerzahlen
- 1816: 0164 Einwohner[8]
- 1855: 0325 Einwohner[8]
- 1864: 0485 Einwohner[8]
- 1885: 0416 Einwohner[8]
- 1905: 0687 Einwohner (davon 359 in der Landgemeinde Roman und 328 im Gutsbezirk Roman)[8]
- 1925: 0750 Einwohner (davon 411 in der Landgemeinde Roman und 339 im Gutsbezirk Roman)[8]
- 1933: 0741 Einwohner[8]
- 1939: 0680 Einwohner[8]
- 2013: 1171 Einwohner[9]

### Persönlichkeiten

#### Söhne und Töchter des Ortes
- Marie Andrae (1854–1945), deutsche Schriftstellerin, schrieb unter dem Pseudonym Marie Andrae-Romanek

#### Mit dem Ort verbunden
- Alexander Andrae-Roman (1821–1903), deutscher Landwirt und Politiker, Besitzer des Gutes Roman

## Gmina Rymań

### Allgemeines

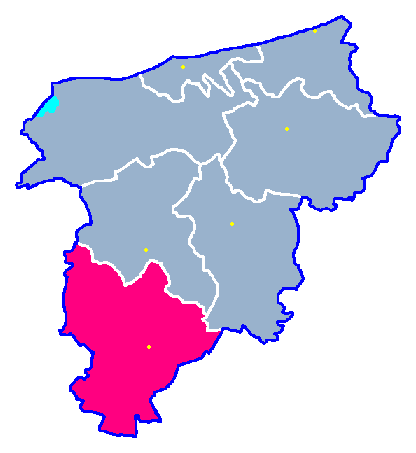
Die Lage der Gmina Rymań im Powiat Kołobrzeski

Die Landgemeinde Rymań umfasst eine Fläche von 146 km², was 20,1 % der Gesamtfläche des Powiat Kołobzreski entspricht, in dessen äußersten Südwesten die Gemeinde liegt. Flächenmäßig liegt die Gmina an 73. Stelle der Gemeinden in der Woiwodschaft Westpommern, und mit 4.168 Einwohnern zahlenmäßig an 93. Stelle. Für alle Ortschaften der Gemeinde gilt die einheitliche Postleitzahl 78-125.
Durch den Westteil der Gmina zieht die Mołstowa (Molstow) auf ihrem 57 Kilometer langen Weg bis zur Mündung in die Rega.
Die Gmina Rymań hat sieben Nachbargemeinden, die vier verschiedenen Powiats angehören:
- Gościno (Groß Jestin) und Siemyśl (Simötzel) im Powiat Kołobrzeski (Kreis Kolberg),
- Brojce (Broitz), Płoty (Plathe) und Trzebiatów (Treptow a.d. Rega) im Powiat Gryficki (Kreis Greifenberg i. Pom.),
- Resko im Powiat Łobeski (Kreis Labes), und
- Sławoborze (Stolzenberg) im Powiat Świdwiński (Kreis Schivelbein).

### Gemeindegliederung
Zur Gmina Rymań gehören 27 Ortschaften, die neun Ortsteilen („Schulzenämtern“) zugeordnet sind:
- Ortsteile:

| - Dębica (Damitz) - Drozdowo (Drosedow) - Gorawino (Gervin) - Jarkowo (Jarchow) - Kinowo (Kienow) | - Leszczyn (Lestin) - Rymań (Roman) - Rzesznikowo (Reselkow) - Starnin (Sternin) |

Übrige Ortschaften: Bębnikąt (Kölpiner Mühle), Bukowo (Buchwald), Czartkowo (Brückenkrug), Drozdówko (Vorwerk Drosedow), Gołkowo (Birkenfelde), Jaglino (Jäglin), Kamień Rymański (Hohenfier), Lędowa (Waldhof), Mechowo (Mönchgrund), Mirowo (Freienfelde), Petrykozy (Althof), Płonino (Karlshagen), Rębice (Birkhain), Rzesznikówko (Neu Reselkow), Skrzydłowo (Mühlenbruch), Starza (Starsberg) und Strzebielewo (Strebelow).
Ferner liegen im Gemeindegebiet die Wüstung Małobór (Waldhaus), der ehemalige Wohnplatz Ausbau Brandmoor, die Wüstung Ausbau Brückenkrug, die Wüstung Borckenhof, die Wüstung des Einzelhofes Grünhaus, die Wüstung des Forsthauses Eichhof, die Wüstung des Forsthauses Johannesthal, die Wüstung des Forsthauses Popiel und die Wüstung Lestiner Krugplatz. Im Südwesten des heutigen Gemeindegebietes bestanden im 19. Jahrhundert die Gemeinde Popiel-Seebeck, deren Gebiet überwiegend aufgeforstet wurde, und im 20. Jahrhundert der Forstgutsbezirk Sophienwalde.

### Verkehr

#### Straßen
Mitten durch das Gemeindegebiet führt die für Pommern verkehrstechnisch bedeutende Landesstraße 6 (ehemalige Reichsstraße 2), heute zugleich Europastraße 28, die von der deutsch-polnischen Grenze bei Stettin bis nach Gdynia (Gdingen) in der Dreistadt verläuft.
Im Südosten des Gemeindegebietes trifft die von Świerzno (Schwirsen, nahe Kamień Pomorski (Cammin)) und Gryfice (Greifenberg i. Pom.) kommende Woiwodschaftsstraße 105 auf die Landesstraße 6 und stellt die Verbindung zum Nordwesten der Woiwodschaft Westpommern her.
Die einzelnen Ortsteile der Gemeinde sind durch Nebenstraßen und Landwege gut miteinander vernetzt.

#### Bahnnetz
Im Jahre 1895 wurde eine Kleinbahnlinie von Kolberg (heute polnisch: Kołobrzeg) über Groß Jestin (Gościno), Roman und Mühlenbruch (Skrzydłowo) bis nach Regenwalde (Resko) gebaut. Die Strecke wurde von der Kolberger Kleinbahn, nach 1945 von der Polnischen Staatsbahn (PKP) betrieben. An diese Bahnlinie war das heutige Gemeindegebiet mit sechs Stationen angeschlossen: Drosedow (Drozdowo), Waldhof (Lędowa), Reselkow (Rzesznikowo), Roman (Rymań), Brückenkrug (Czartkowo) und Mühlenbruch (Skrzydłowo) angeschlossen. Aus Wirtschaftlichkeitsgründen wurde die Strecke 1989 stillgelegt.
In Mühlenbruch (Skrzydłlowo) traf seit 1899 eine von Dummadel (Tąpadły) kommende Bahnlinie der Greifenberger Kleinbahn in das heutige Gemeindegebiet. Auch diese Linie wird nicht mehr betrieben.